# Frigga (Vorname)
Frigga ist ein weiblicher Vorname skandinavischer Herkunft.
Frigg war eine nordische Göttin, die Gemahlin von Odin in der germanischen Mythologie und gehört zu den Asen.
Frigga wird oft fälschlicherweise mit Freya gleichgesetzt.
Namensträger:
- Frigga Haug (* 1937), deutsche Soziologin
- Frigga Brockdorff-Noder (1878–1954), deutsche Schriftstellerin
- Frigga Braut (1889–1975), deutsche Schauspielerin